# Confédération Africaine de Volleyball
Die Confédération Africaine de Volleyball (CAVB) ist der afrikanische Dachverband des Volleyballs. Der Hauptsitz des Verbands befindet sich in Kairo (Ägypten).

## Profil
Offiziell entstand die CAVB als letzter Kontinentalverband, als die FIVB 1972 ihre fünf Volleyball Zone Commissions in kontinentale Verbände umwandelte. Die afrikanische Kommission war 1967 gegründet worden. Obwohl der ägyptische Verband 1947 an der Gründung der FIVB beteiligt war, wird Volleyball in Afrika nach wie vor hauptsächlich von Amateuren gespielt, sogar in Ländern wie Südafrika oder Ägypten, die bereits an Olympischen Spielen beteiligt waren. In den letzten Jahren hat der Weltverband Maßnahmen durchgeführt, um das Leistungsniveau auf dem Kontinent zu erhöhen. Aktueller Präsident der CAVB ist der Ägypter Amr El Wani.
Die CAVB ist den einzelnen Nationalverbänden übergeordnet und organisiert kontinentale Wettbewerbe wie die Afrikameisterschaft (erstmals 1967). Der Verband ist auch an der Organisation von Qualifikationsturnieren für Olympische Spiele und Weltmeisterschaften sowie an internationalen Wettbewerben, die von Mitgliedsverbänden veranstaltet werden, beteiligt.

## Mitgliedsverbände
Die folgende Tabelle zeigt alle Mitgliedsverbände der CAVB.
| Code | Land                         | Verband                                    | Link |
| ---- | ---------------------------- | ------------------------------------------ | ---- |
| ALG  | Algerien                     | Algerian Volleyball Federation             |      |
| ANG  | Angola                       | Federação Angolana de Voleibol             |      |
| BDI  | Burundi                      | Fédération Burundaise de Volleyball        |      |
| BEN  | Benin                        | Fédération Beninoise de Volley-Ball        |      |
| BOT  | Botswana                     | Botswana Volleyball Federation             |      |
| BUR  | Burkina Faso                 | Federation Burkinabe de Volley-Ball        |      |
| CAF  | Zentralafrikanische Republik | Federation Centrafricaine de Volleyball    |      |
| CGO  | Republik Kongo               | Fédération Congolaise de Volley-Ball       |      |
| CHA  | Tschad                       | Fédération Tchadienne de Volley-Ball       |      |
| CIV  | Elfenbeinküste               | Fédération Ivoirienne de Volley-Ball       |      |
| CMR  | Kamerun                      | Fédération Camerounaise De Volley-Ball     |      |
| COD  | Demokratische Republik Kongo | Fédération de Volley-Ball du Congo         |      |
| COM  | Komoren                      | Fédération Comorienne de Volley-Ball       |      |
| CPV  | Kap Verde                    | Federação Cabo-Verdiana de Voleibol        |      |
| DJI  | Dschibuti                    | Fédération Djiboutienne de Volley-Ball     |      |
| EGY  | Ägypten                      | Egyptian Volleyball Federation             |      |
| ERT  | Eritrea                      | Eritrean National Volleyball Federation    |      |
| SWZ  | Eswatini                     | Eswatini National Volleyball Association   |      |
| ETH  | Äthiopien                    | Ethiopian Volleyball Federation            |      |
| GAB  | Gabun                        | Federation Gabonaise de Volley-Ball        |      |
| GAM  | Gambia                       | Gambia Volleyball Association              |      |
| GBS  | Guinea-Bissau                |                                            |      |
| GEQ  | Äquatorialguinea             | Federación Ecuatoguineana de Voleibol      |      |
| GHA  | Ghana                        | Ghana Volleyball Association               |      |
| GUI  | Guinea                       | Fédération Guineenne de Volley-Ball        |      |
| KEN  | Kenia                        | Kenya Volleyball Association               |      |
| LBY  | Libyen                       | Libyan Volleyball Federation               |      |
| LBR  | Liberia                      | Liberia Volleyball Federation              |      |
| LES  | Lesotho                      | Lesotho National Volleyball Association    |      |
| MAD  | Madagaskar                   | Fédération Malagasy de Volleyball          |      |
| MAR  | Marokko                      | Fédération Royale Marocaine de Volley-Ball |      |
| MAW  | Malawi                       | Volleyball Association of Malawi           |      |
| MLI  | Mali                         | Fédération Malienne de Volleyball          |      |
| MOZ  | Mosambik                     | Federação Moçambicana de Voleibol          |      |
| MRI  | Mauritius                    | Mauritius Volleyball Association           |      |
| MTN  | Mauretanien                  | Fédération Mauritanienne de Volley-Ball    |      |
| NAM  | Namibia                      | Namibian Volleyball Federation             |      |
| NGR  | Nigeria                      | Nigerian Volleyball Federation             |      |
| NIG  | Niger                        | Fédération Nigerienne de Volley-Ball       |      |
| RSA  | Südafrika                    | Volleyball South Africa                    |      |
| RWA  | Ruanda                       | Fédération Rwandaise de Volleyball         |      |
| SEN  | Senegal                      | Fédération Senegalaise de Volley-Ball      |      |
| SEY  | Seychellen                   | Seychelles Volleyball Federation           |      |
| SLE  | Sierra Leone                 | Sierra Leone Volleyball Association        |      |
| SOM  | Somalia                      |                                            |      |
| STP  | São Tomé und Príncipe        | Federação Santomense de Voleibol           |      |
| SUD  | Sudan                        | Sudan Volleyball Association               |      |
| TAN  | Tansania                     | Tanzania Volleyball Association            |      |
| TOG  | Togo                         | Fédération Togolaise de Volley-Ball        |      |
| TUN  | Tunesien                     | Fédération Tunisienne de Volley-Ball       |      |
| UGA  | Uganda                       | Uganda Volleyball Federation               |      |
| ZAM  | Sambia                       | Zambia Volleyball Association              |      |
| ZIM  | Simbabwe                     | Zimbabwe Volleyball Association            |      |